# Allain
Pour les articles homonymes, voir Allain (homonymie).
Allain est une commune française située dans le département de Meurthe-et-Moselle, en Lorraine, dans la région administrative Grand Est.

## Géographie

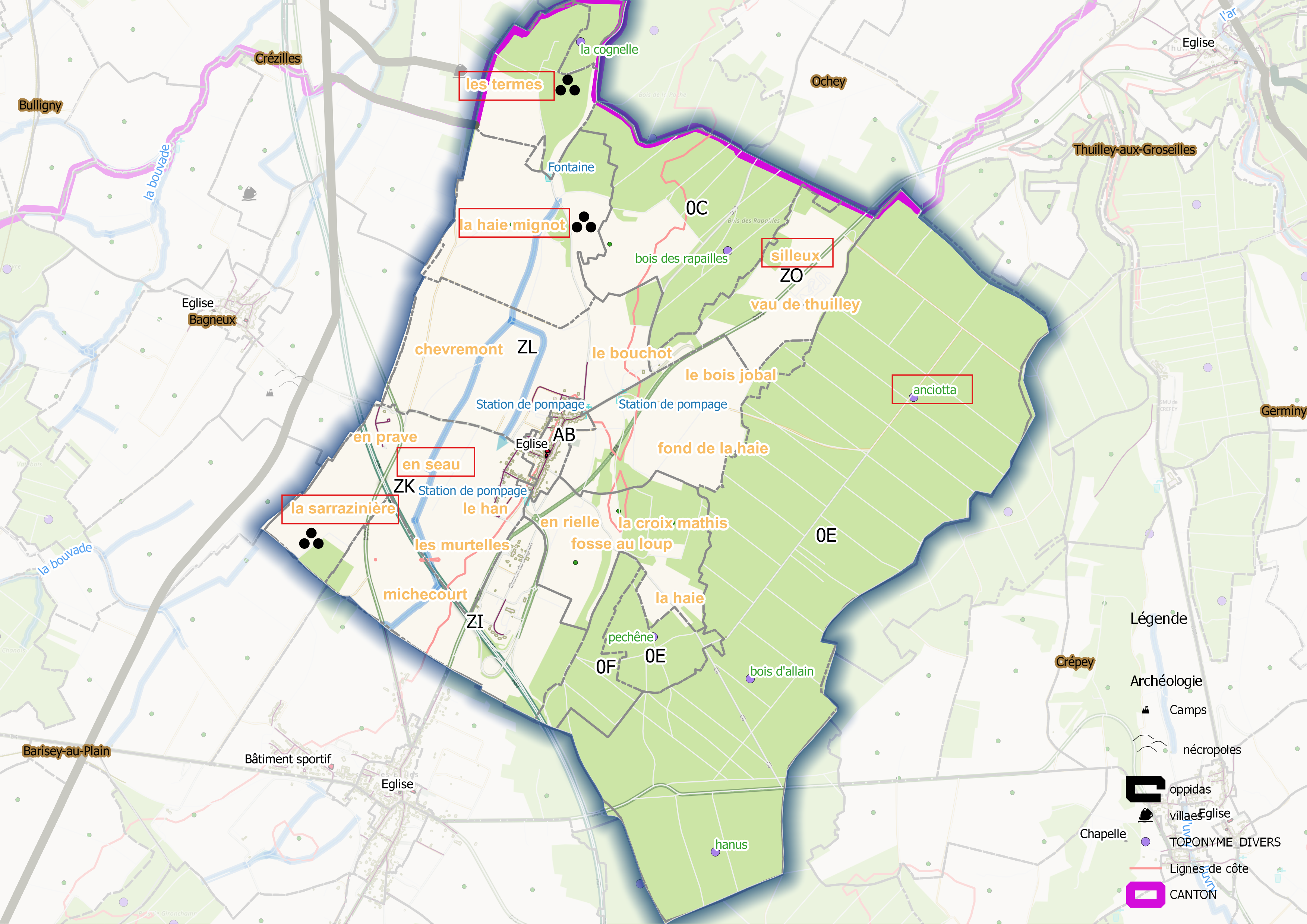
Allain - ban communal.

La commune d'Allain se trouve au sud-ouest du département de Meurthe-et-Moselle, non loin de la Meuse et des Vosges. Elle se situe à la jonction entre le pays du Saintois, vieux pays rural considéré comme l'un des greniers des ducs de Lorraine, et les côtes de Toul, secteur des côtes de Meuse réputées pour ses cultures viticoles.
La bonne qualité du réseau routier qui dessert la commune inclut celle-ci dans l'aire d'influence de Nancy et de Toul.
L'A31 permet de rejoindre rapidement ces deux cités moyennant le paiement du péage jusqu'à Toul. Par ailleurs, la RN 74 et la RD 974 constituent des itinéraires privilégiés pour se rendre à Nancy ou à Toul.
La commune d'Allain occupe une superficie totale de 1 648 ha. La forêt représente 54 % du territoire (880 ha) et les espaces agricoles 44 % (730 ha). Une zone d'activité de 20 ha accueille entre autres un important complexe d'entretien de l'autoroute (A31).

### Communes limitrophes
| Crézilles           | Ochey  | Thuilley-aux-Groseilles |
| Bagneux             | Allain | Crépey                  |
| Colombey-les-Belles |        | Crépey                  |

### Hydrographie
La commune est dans le bassin versant du Rhin au sein du bassin Rhin-Meuse. Elle n'est drainée par aucun cours d'eau,.

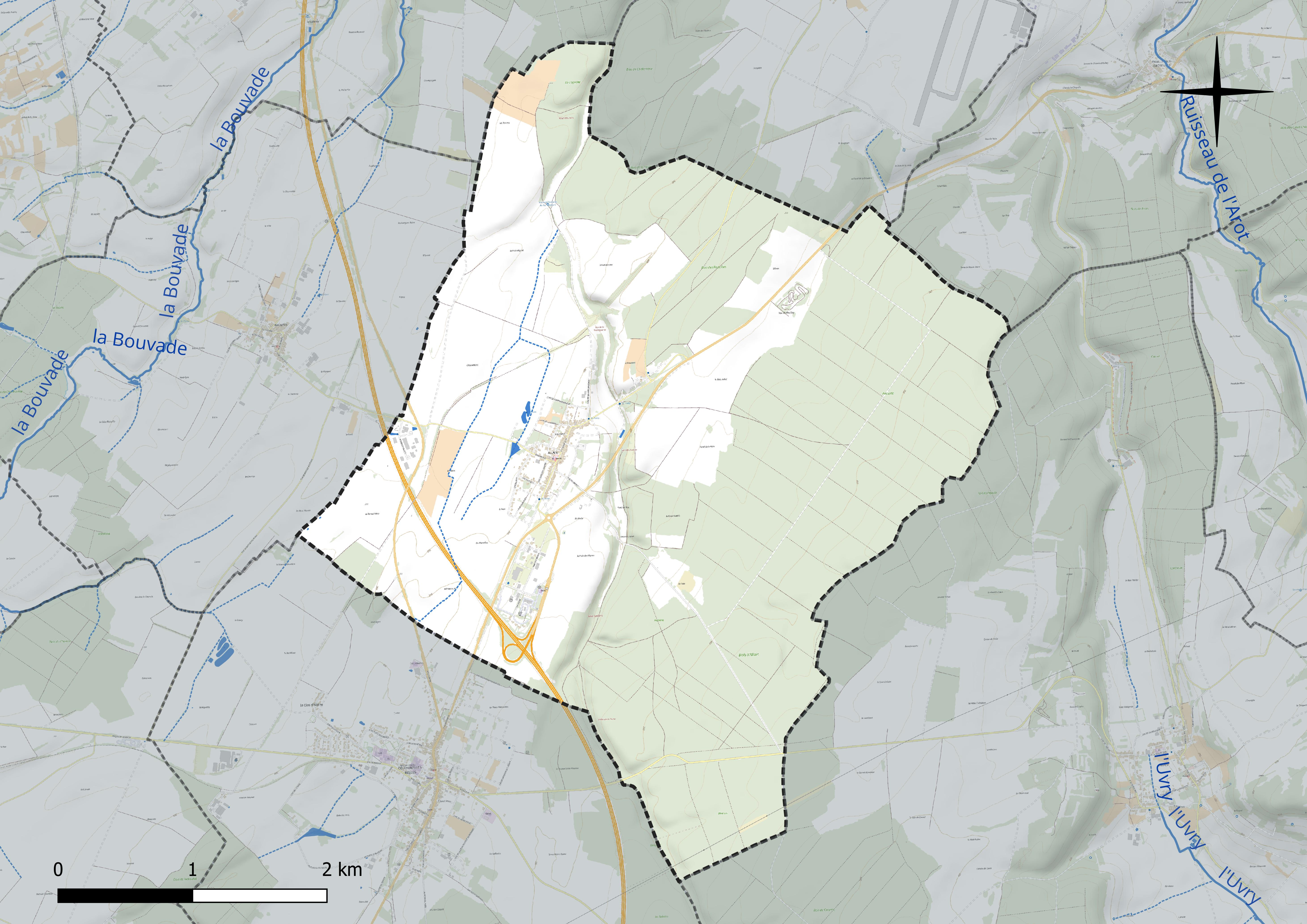
Réseau hydrographique d'Allain.

### Climat
Pour des articles plus généraux, voir Climat du Grand Est et Climat de Meurthe-et-Moselle.
En 2010, le climat de la commune est de type climat de montagne, selon une étude du Centre national de la recherche scientifique s'appuyant sur une série de données couvrant la période 1971-2000. En 2020, Météo-France publie une typologie des climats de la France métropolitaine dans laquelle la commune est dans une zone de transition entre le climat océanique altéré et le climat océanique altéré et est dans la région climatique  Lorraine, plateau de Langres, Morvan, caractérisée par un hiver rude (1,5 °C), des vents modérés et des brouillards fréquents en automne et hiver. 
Pour la période 1971-2000, la température annuelle moyenne est de 9,5 °C, avec une amplitude thermique annuelle de 16,8 °C. Le cumul annuel moyen de précipitations est de 899 mm, avec 12,8 jours de précipitations en janvier et 9,4 jours en juillet. Pour la période 1991-2020, la température moyenne annuelle observée sur la station météorologique de Météo-France la plus proche, « Nancy-Ochey », sur la commune d'Ochey à 4 km à vol d'oiseau, est de 10,5 °C et le cumul annuel moyen de précipitations est de 810,4 mm. 
La température maximale relevée sur cette station est de 39,6 °C, atteinte le 25 juillet 2019 ; la température minimale est de −19,1 °C, atteinte le 12 janvier 1987,,. 
Les paramètres climatiques de la commune ont été estimés pour le milieu du siècle (2041-2070) selon différents scénarios d'émission de gaz à effet de serre à partir des nouvelles projections climatiques de référence DRIAS-2020. Ils sont consultables sur un site dédié publié par Météo-France en novembre 2022.

## Urbanisme

### Typologie
Au 1er janvier 2024, Allain est catégorisée commune rurale à habitat dispersé, selon la nouvelle grille communale de densité à sept niveaux définie par l'Insee en 2022.
Elle est située hors unité urbaine. Par ailleurs la commune fait partie de l'aire d'attraction de Nancy, dont elle est une commune de la couronne,. Cette aire, qui regroupe 353 communes, est catégorisée dans les aires de 200 000 à moins de 700 000 habitants,.

### Occupation des sols
L'occupation des sols de la commune, telle qu'elle ressort de la base de données européenne d’occupation biophysique des sols Corine Land Cover (CLC), est marquée par l'importance des forêts et milieux semi-naturels (55,7 % en 2018), une proportion sensiblement équivalente à celle de 1990 (55,8 %). La répartition détaillée en 2018 est la suivante : 
forêts (50,5 %), terres arables (30,8 %), prairies (9,7 %), milieux à végétation arbustive et/ou herbacée (5,2 %), zones urbanisées (2 %), zones industrielles ou commerciales et réseaux de communication (1,8 %). L'évolution de l’occupation des sols de la commune et de ses infrastructures peut être observée sur les différentes représentations cartographiques du territoire : la carte de Cassini (XVIIIe siècle), la carte d'état-major (1820-1866) et les cartes ou photos aériennes de l'IGN pour la période actuelle (1950 à aujourd'hui).

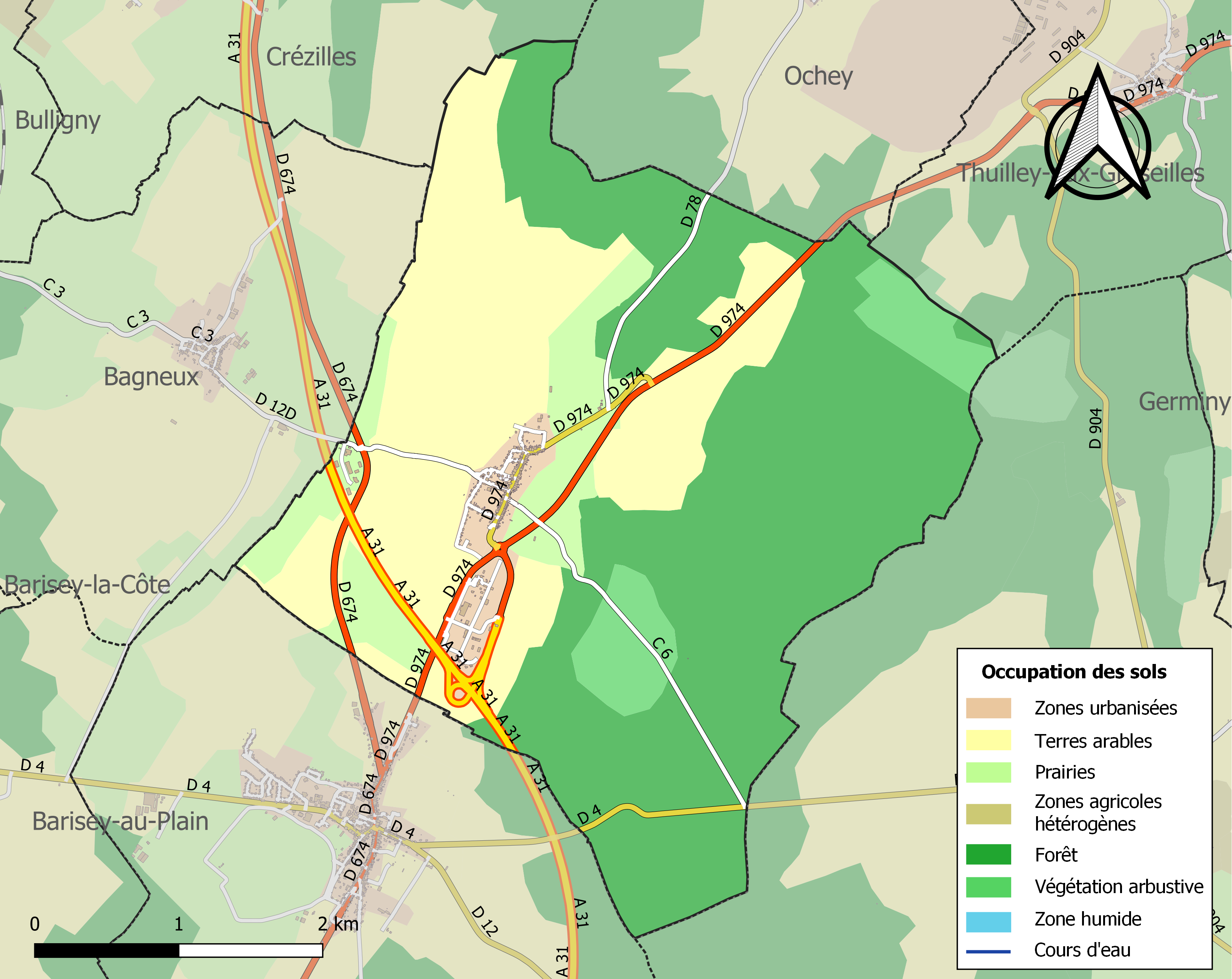
Carte des infrastructures et de l'occupation des sols de la commune en 2018 (CLC).

## Toponymie
Alanum (836), Alamnum (936), Alannum (965), Ailain (1305) et Allain-aux-Beufz (1525), sont les différentes graphies recensées dans le dictionnaire topographique de la Meurthe.

Le pouillé ecclésiastique de Benoît Picart utilise la forme latinisée Alanum.

Les formes anciennes voudraient qu'on écrivît « Alain » et non « Allain ». En effet, à part quelques formes isolées (donc suspectes), elles suggèrent une référence aux Alains, comme les toponymes du type Allaines, Alaigne[source insuffisante].

Sobriquet en patois : les godins, jeunes taureaux ou bœufs de trait. Un temps, la Commune est connu sous le nom de « Allain-aux-Bœufs » ; les bœufs semblant en rapport avec les sculptures de deux bœufs situés sur une tour effondrée en 1749.

### Écarts et lieux-dits
Dans son volume sur l'Histoire de la Lorraine, Burnand considère que les déclinaisons de  toponymes issus du nom Sarrazin (Fig 1 - ban communal) (sarrazins, sarrazines, sarrazinières...) sont révélateurs de lieux attribués aux païens lors de la christianisation et recèlent statistiquement beaucoup d’artefacts archéologiques en Lorraine, il en est bien sûr de même pour le lieu-dit : les Thermes.

## Histoire
La présence de la voie romaine Langres-Trèves, à l'ouest de la commune, pourrait expliquer les nombreuses traces d'habitats gallo-romains mises en évidence.

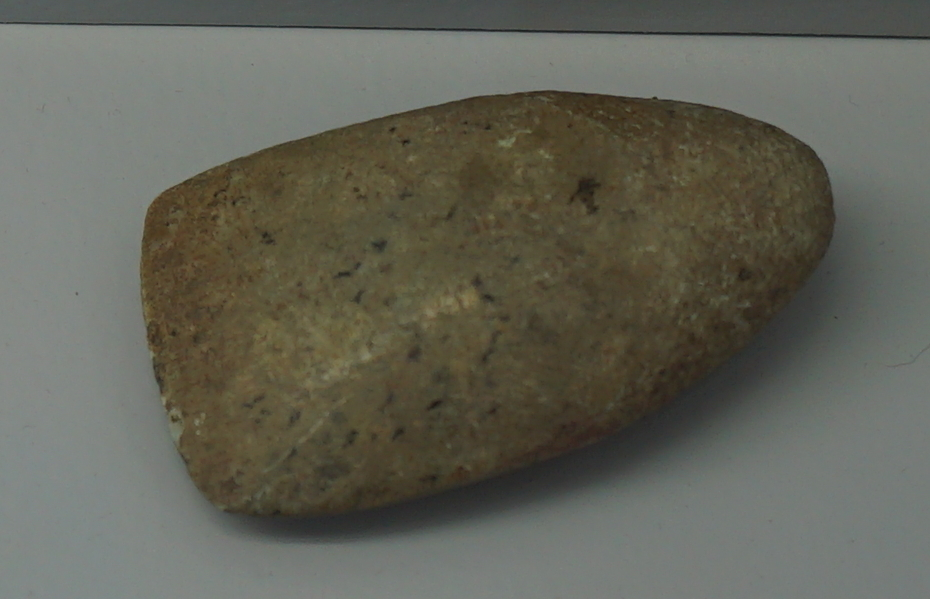
Collection de l'instituteur,
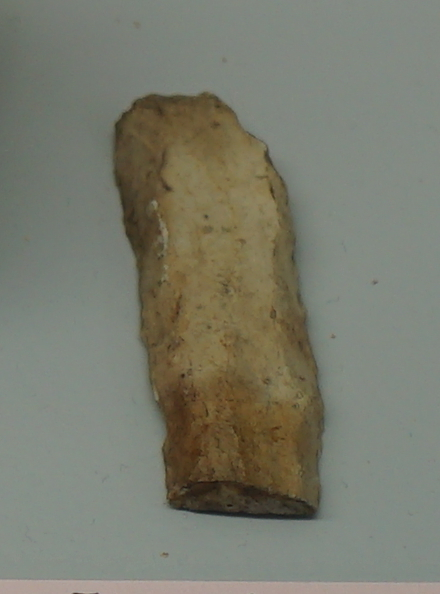
hache et morceau de poignard et pointes
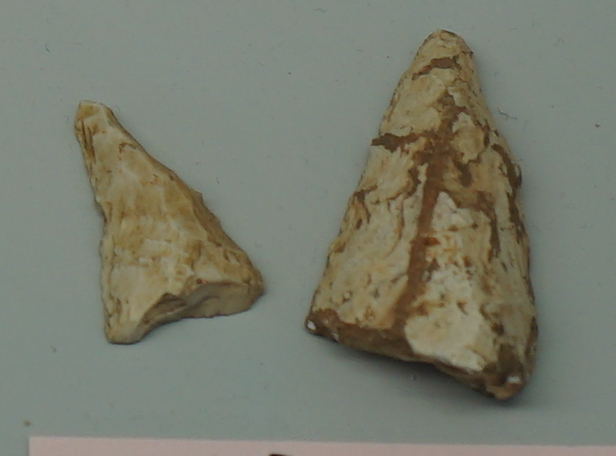
donnés au Musée d'art et d'histoire de Toul.

Beaupré synthétise dans son répertoire archéologique différentes découvertes d'indices d'occupations allant de la préhistoire au Moyen Âge :

### Préhistoire et Antiquité
Au lieu-dit le Seau se serait trouvé un atelier de taille de l'âge de pierre ayant donné abondance d'éclats de silex.
Dans le bois (Anciota ou Ansiotta), une nécropole de tumulus et quelques vestiges d'habitations, probablement à raccrocher aux périodes de l'âge des métaux (bronze, fer).
En de nombreux lieux plus proches du village (à la Poche, à la Haye-Mignot, aux Pierres-Plates, au Gagne-Petit, au Silleu, à la Sarrazinière, au Poirier-Bécat, à la Gotniele, à la Vaux de la Tourne-Pierre, aux Thermes, etc.,) nombreux débris de l'époque gallo-romaine, monnaies abondantes.  Enfin, peut-être une nécropole mérovingienne : 
« à 200 mètres au nord du village, non loin d'un ravin profond et encaissé, on découvrit, en ouvrant une carrière en 1848, des rangs de squelettes assez régulièrement disposés à 60 centimètres de profondeur, avec débris d'armes, fers de lances, etc. » (Lepage).

### Moyen Âge
On trouve dans les différentes chartes des souverains de Germanie du Moyen Âge, en faveur de l'abbaye Saint-Epvre, le nom d'Allain reproduit plusieurs fois, et non pas toujours écrit de la même manière. Ces chartes étant en latin, le nom du village se trouve naturellement latinisé. Voici la date et le nom de ces documents les plus anciens dans lesquels Allain est mentionné ; on les trouve imprimés dans l'Histoire de Lorraine de Dom Calmet, dans le volume des preuves, et dans l'Histoire de Toul du père Benoît Picart.
- En 836, dans la charte que donne Frotaire, pour le rétablissement de l'ordre monastique de l'abbaye Saint-Epvre, le nom du village apparaît sous la forme Alanum.
- En 884, dans celle où Charles III le Gros confirme les biens à ladite abbaye, Allain est désigné sous le nom de Alano.
- En 943, dans celle d'Othon 1er, il porte le nom de Alanum.
- En 965, dans une deuxième du même empereur : Alamnum.
- En 1033, une charte de Conrad II le Salique le désigne : Alanum.
- En 1218, Frédéric II confirmant les biens de la dite abbaye le nomma Alona.
- Le village s'appelait autrefois Allain-aux-Bœufs.

Nous arrivons ensuite en l'année 1305. Dans le contrat de vente de la Vouerie d'Allain, par Jean, sire de Blainville à Aubert de Toullon, dressé au mois de juillet de cette année, le nom du village est écrit Aleyn. Cette pièce est écrite en français.

### Période moderne
Dans cette époque, nous sommes obligés de nous reporter à deux siècles plus tard, au procès des habitants d'Allain et de Colombey-les-Belles contre l'abbé de Saint-Epvre, au sujet de la haute possession des bois. Dans cette pièce, datée de 1525, le village est désigné sous le nom d'Allain-aux-Bœufz (orthographe du temps).
C'est donc dans la période de 1305 à 1525 qu'au nom primitif d'Allain fut faite l'adjonction de « aux Bœufz » ; mais pour quel motif et à quelle époque cette qualification fut-elle donnée ?
Une note écrite dans les registres des baptêmes, par monsieur le curé Mourot, en 1749, le 7 janvier, mentionne ceci : « On appelait ce village Allain-aux-Bœufs, à cause de deux bœufs qui étaient après la tour et qui ont été brisés lors de la chute de cette tour le 7 janvier 1749.  ». Cette note est d'accord avec la tradition qui ajoute ensuite que ces bœufs furent mis sur la façade du clocher en souvenir des services que deux de ces animaux rendirent lors de la construction de cette église, en charroyant la plus grande partie des matériaux nécessaires à cet édifice.
On peut donc, d'après cela, supposer que la qualification de « aux-bœufs » fut ajoutée après la construction de cette église arrivée dans la période que j'ai indiqué plus haut. Cette même église fut démolie en 1748.
Les formes anciennes voudraient qu'on écrivît « Alain » et non « Allain ». En effet, à part quelques formes isolées (donc suspectes), elles suggèrent une référence aux Alains, comme les toponymes du type Allaines, Alaigne.
En 1866, le conseil municipal d'Allain demande la suppression de la partie complémentaire « aux-Bœufs ». Un dossier fut établi à ce sujet. L'affaire suivit son cours ; des publications officielles se firent dans le journaux ; une enquête eut lieu à Allain. Une solution favorable allait survenir, paraît-il, quand la presque similitude de noms d'Allain et d'Allamps, jetée en avant, je ne sais par qui, avec le rapprochement de ces deux localités et les quelques erreurs qui se commettent à la poste par suite de cette similitude, virent tout arrêter. On dit que la suppression demandée fut admise, mais à condition qu'elle serait remplacée par cette forme nouvelle « Allain-lès-Colombey ». Forme pour forme, l'ancienne valait autant que celle dont on voulait nous gratifier.
La mairie d'Allain ne fut touchée de rien au sujet de cette solution ; c'est un bruit de bureaux. Les choses en restèrent là, pourquoi ? est-ce la guerre ou d'autres motifs qui en furent la cause ? je ne sais. Toujours est-il que depuis une dizaine d'années, la sous-préfecture, le parquet, les diverses administrations se contentent de la désignation Allain tout court ; nous avons fini par nous borner, à la mairie, à cette dernière et simple forme. Seule l'administration de la guerre conserve partout notre ancienne désignation : Allain-aux-Bœufs.
Extrait de Olry (Étienne Dominique), Matériaux pour servir à l'histoire d'Allain, 1885, manuscrit.

### Anecdote
Le 27 août 1833, un arrêt de la cour royale de Metz rejette la plainte d'un lieutenant de louveterie de Colombey qui avait organisé une battue dans les bois d'Allain alors que selon les plaignants il n'y était pas autorisé. Dans sa défense il rappelle qu'une louve avait été signalée et que selon lui les autres communes l'avaient incité à agir.

## Politique et administration
| Période                                  | Période   | Identité                 | Étiquette | Qualité                              |
| ---------------------------------------- | --------- | ------------------------ | --------- | ------------------------------------ |
| Les données manquantes sont à compléter. |           |                          |           |                                      |
| mars 2001                                | mars 2008 | Jacques Renaud           |           |                                      |
| mars 2008                                | mars 2014 | Gilles Caretti           | MoDem     |                                      |
| mars 2014                                | mai 2020  | Daniel Prime             |           | Retraité salarié du secteur privé    |
| mai 2020                                 | En cours  | Émeline Magnier-Caretti, |           | Employée administrative d'entreprise |

## Population et société

### Démographie
L'évolution du nombre d'habitants est connue à travers les recensements de la population effectués dans la commune depuis 1793. Pour les communes de moins de 10 000 habitants, une enquête de recensement portant sur toute la population est réalisée tous les cinq ans, les populations de référence des années intermédiaires étant quant à elles estimées par interpolation ou extrapolation. Pour la commune, le premier recensement exhaustif entrant dans le cadre du nouveau dispositif a été réalisé en 2007.

En 2022, la commune comptait 490 habitants, en évolution de +3,38 % par rapport à 2016 (Meurthe-et-Moselle : −0,13 %, France hors Mayotte : +2,11 %).
| 1793 | 1800 | 1806 | 1821 | 1831 | 1836 | 1841 | 1846 | 1851 |
| ---- | ---- | ---- | ---- | ---- | ---- | ---- | ---- | ---- |
| 394  | 441  | 449  | 460  | 470  | 582  | 579  | 601  | 613  |

| 1856 | 1861 | 1872 | 1876 | 1881 | 1886 | 1891 | 1896 | 1901 |
| ---- | ---- | ---- | ---- | ---- | ---- | ---- | ---- | ---- |
| 534  | 543  | 486  | 511  | 513  | 508  | 444  | 409  | 369  |

| 1906 | 1911 | 1921 | 1926 | 1931 | 1936 | 1946 | 1954 | 1962 |
| ---- | ---- | ---- | ---- | ---- | ---- | ---- | ---- | ---- |
| 377  | 349  | 299  | 287  | 286  | 273  | 284  | 277  | 276  |

| 1968 | 1975 | 1982 | 1990 | 1999 | 2006 | 2007 | 2012 | 2017 |
| ---- | ---- | ---- | ---- | ---- | ---- | ---- | ---- | ---- |
| 274  | 254  | 274  | 353  | 387  | 452  | 461  | 464  | 478  |

| 2022 | - | - | - | - | - | - | - | - |
| ---- | - | - | - | - | - | - | - | - |
| 490  | - | - | - | - | - | - | - | - |

## Économie
E. Grosse indique dans son ouvrage, vers 1836 :
« Surface territ. 1181 hect., donnant 715 en bois, 368 en terres labourées et 31 en près. »
, le village avait donc une tradition agricole.
Lepage y ajoute quelques précisions dans son ouvrage et notamment l'activité viticole  :
«..Un hectare de terre semé en blé peut rapporter 20 hectolitres, en orge 25, en seigle 20, en avoine 55 ; planté en vignes 75. L'espèce dominante de bestiaux qu'on y élève sont les chevaux et les vaches »

## Culture locale et patrimoine

### Lieux et monuments

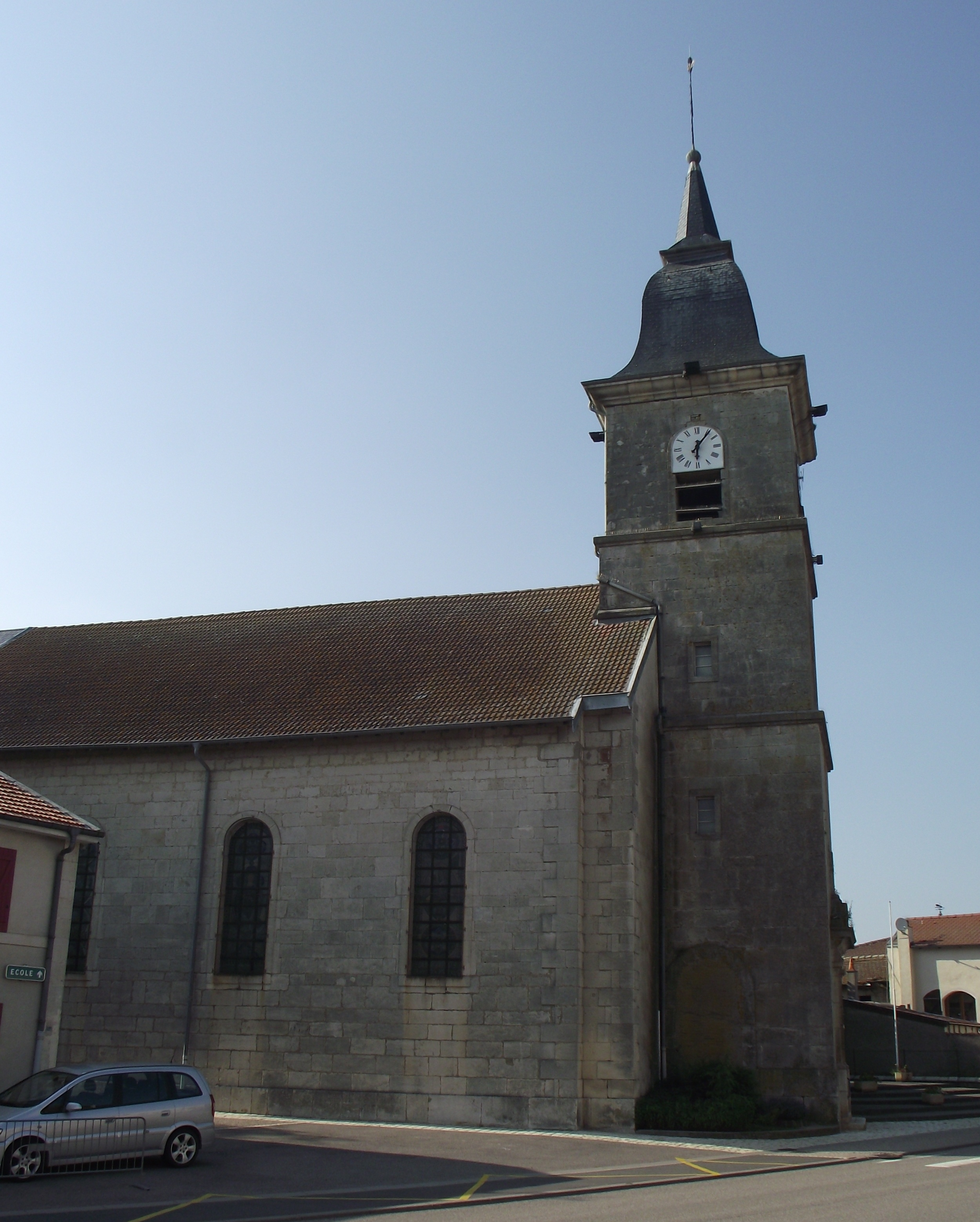
Église Saint-Maurice.

- Présences néolithique, gallo-romaine et franque.
- Vestiges de voie romaine au lieu-dit la Haute Borne.
- Demeure XVIe siècle : fenêtres à meneaux.
- Église Saint-Maurice XVIIIe siècle.

### Personnalités liées à la commune
- Étienne Dominique Olry (28 décembre 1829, Allain-aux-Bœufs - 10 décembre 1885, Allain-aux-Bœufs). Instituteur du village à partir du 4 mai 1851, un homme féru de pédagogie et érudit local très prolifique des sociétés savantes lorraines du XIXe siècle. Il est à l’origine de nombreux travaux artistiques, littéraires, archéologiques, géographiques et historiques, portant sur la région Lorraine.

### Héraldique, logotype et devise
| Blason de Allain | Blason  | Écartelé : au 1er d'azur aux meneaux d'une fenêtre d'argent, au 2d d'or à un rencontre de bœuf de sable, au 3e d'or à un arbre arraché de sinople et au 4e d'azur à une plume d'oie d'argent mise en barre. |
| Blason de Allain | Détails | Adopté en septembre 2011. |